# Jacques André
Jacques Louis André (ur. 25 lutego 1919 w Paryżu, zm. 2 kwietnia 1988 w Antibes) – francuski wojskowy, pułkownik pilot, as myśliwski z okresu II wojny światowej, olimpijczyk – lekkoatleta.

## Życiorys
Urodził się w Paryżu. Jego ojciec Géo André był sportowcem, czterokrotnym uczestnikiem igrzysk limpijskich, w czasie I wojny światowej pilotem myśliwskim. Idąc w ślady ojca zajął się sportem, trenował lekkoatletykę. W wieku 15 lat uzyskał uprawnienia pilota szybowcowego, następnie także instruktora szybowcowego. Był członkiem kadry narodowej Francji w lekkiej atletyce w 1937 roku.
15 kwietnia 1939 wstąpił do lotnictwa. Skierowano go do szkoły pilotów w Etampes, którą ukończył 13 grudnia 1939. W dniu 18 lutego 1940 roku został instruktorem w szkole pilotażu w Salon. Funkcję ten pełnił do upadku Francji w czerwcu 1940.
Po podpisaniu zawieszenia broni opowiedział się po stronie rządu Vichy i pozostał w wojsku, choć bez przydziału, przebywając na terenie Algierii. Po licznych zabiegach w październiku 1940 skierowano go do Syrii, gdzie został pilotem w Grupie Myśliwskiej II/3. Brał udział w walkach przeciwko oddziałom brytyjskim i Wolnych Francuzów w czasie operacji Exporter w czerwcu i lipcu 1941 roku. Po zajęciu Syrii przez wojska brytyjskie znalazł się w Marsylii. Stamtąd wyjechał do Algierii, gdzie nadal był pilotem w Grupie Myśliwskiej II/3, stacjonującej w Blidzie. Brał udział w zwalczeniu lotnictwa brytyjskiego operującego nad francuskimi wodami terytorialnymi nad Morzem Śródziemnym. 18 maja 1942 zestrzelił swój pierwszy samolot PBY Catalina z brytyjskiego 202 Dywizjonu RAF.
Po rozpoczęciu desantu wojsk amerykańsko-brytyjskich w Afryce Północnej, Grupa Myśliwska II/3 nie wzięła udziału w walkach, z uwagi na warunki atmosferyczne. Lotnisko zostało zajęte przez wojska brytyjskie, a pilotom zaproponowano przyłączenie się do oddziałów Wolnych Francuzów. Panująca na lotnisku atmosfera spowodowała, że zdecydował się na wyjazd do ZSRR, do francuskiego pułku myśliwskiego, walczącego na froncie wschodnim.
Z Algierii wyjechał w październiku 1943 roku, a od 22 grudnia został pilotem w pułku lotnictwa myśliwskiego „Normandia”, posiadał wtedy stopień aspiranta. Z pułkiem tym przeszedł cały szlak bojowy, walcząc z Niemcami na froncie wschodnim, początkowo jako pilot a później dowódca klucza. Wojnę zakończył w maju 1945 roku w Mamonowie w Prusach Wschodnich. W okresie służby w pułku od 22 grudnia 1943 do 9 maja 1945 roku brał udział w 113 lotach bojowych, brał udział w 19 walkach powietrznych w czasie których zestrzelił indywidualnie 14 samolotów przeciwnika i 2 w walkach zespołowych, 3 samoloty uszkodził. Był najskuteczniejszym pilotem pułku Normandia. Za swoje zasługi został w dniu 4 czerwca 1945 roku wyróżniony tytułem Bohatera Związku Radzieckiego.
Po zakończeniu II wojny światowej wrócił wraz z pułkiem do Francji, pozostając w służbie. W tym czasie powrócił do uprawiania sportu i wszedł w skład francuskiej kadry narodowej w lekkiej atletyce. W 1948 roku uczestniczył w igrzyskach olimpijskich w Londynie, startując w biegu 400 metrów przez płotki, i zajął 6 miejsce w półfinale tej konkurencji.
Służąc w lotnictwie początkowo był pilotem myśliwskim, a następnie w latach 1957–1960 komendantem centrum wyszkolenia strzeleckiego lotnictwa w Cazaux, następnie szkoły bombardowania w Drachenbronn (1960-1962), dowódcą bazy lotniczej nr 943 w Caen (1965-1965), a potem francuskiej bazy lotniczej Ivato na Madagaskarze (1965-1967). W 1968 roku został dowódcą 4 Obszaru Powietrznego Francuskich Sił Powietrznych w Aix-en-Provence. W tym też roku został przeniesiony do rezerwy, posiadał wtedy stopień pułkownika.
Po zakończeniu kariery wojskowej mieszkał w miejscowości Antibes, gdzie zmarł.

## Odznaczenia
- Krzyż Kawalerski Legii Honorowej
- Krzyż Wojenny 1939-1945 z sześcioma palmami
- Złota Gwiazda Bohatera Związku Radzieckiego (04.06.1945)[4]
- Order Lenina (04.06.1945)
- Order Czerwonego Sztandaru (23.02.1945)[5]
- Order Wojny Ojczyźnianej I st. (26.10.1944)
- Medal za Zwycięstwo nad Niemcami w Wielkiej Wojnie Ojczyźnianej 1941-1945 (ZSRR)